# هربرت أولدفيلد
كان هربرت روك أولدفيلد (1859 - ٢٢ ديسمبر 1940) محاميًا وجامع طوابع بريطانيًا، وقّع على قائمة رابطة هواة جمع الطوابع المتميزين عام 1922.
كان أولدفيلد رئيسًا للاتحاد الدولي لهواة جمع الطوابع، وأمينًا فخريًا لجمعية قمع الإصدارات المضاربة عام 1895. جمع طوابع من الهند، وبوليفيا، والبوسنة، والصين، وتايوان، وكولومبيا، وبلاد فارس، وكانتونات سويسرا.